# Schema durrenbergensis
Schema durrenbergensis är en tvåvingeart som först beskrevs av Friedrich Hermann Loew 1864.  Schema durrenbergensis ingår i släktet Schema och familjen vattenflugor. Inga underarter finns listade i Catalogue of Life.